# Vraždy podle Jidáše
Vraždy podle Jidáše (originální anglický titul zní Resurrection) je americký kriminální thriller z roku 1999 australského režiséra Russella Mulcahyho. Vyskytuje se zde chiméra mimořádně inteligentního sériového vraha, který si je jist svou nadřazeností a záměrně zanechává policii stopy. Zápletka filmu je obdobná jako ve filmu Sedm z roku 1995.

## Herecké obsazení
| Christopher Lambert | detektiv John Prudhomme      |
| Leland Orser        | detektiv Andrew Hollinsworth |
| Jonathan Potts      | detektiv Moltz               |
| Phillip Williams    | detektiv Rousch              |
| Peter MacNeill      | kapitán Whippley             |
| Robert Joy          | Gerald Demus                 |
| Barbara Tyson       | Sara Prudhomme               |
| David Cronenberg    | otec Rousell                 |
| David Ferry         | pan Breslauer                |

## Děj
Detektiv John Prudhomme je se svým parťákem detektivem Andrewem Hollinsworthem povolán k případu neobvyklé vraždy v Chicagu. Obětí je 33letý muž, rybář, kterému byla odťata pravá ruka, následkem čehož vykrvácel. Vrah jej nejprve omráčil elektrickým obuškem na dobytek a ruku mu odřízl teprve poté, až přišel k vědomí. Amputovanou paži si odnesl s sebou a na okně zanechal jehněčí krví napsaný vzkaz „He´s Coming“ (česky „On přichází“). Oběť má na krku vypálený obrys klíče, jehož originál je ve svazku klíčů, které se najdou na místě činu. V kůži má vyříznuté římské číslice MMCDXXVII (2427).
Tato stopa dovede vyšetřovatele ke skříňce Bismarckova úschovného servisu, v jejíž útrobách leží květ australského stromu Brachychiton acerifolius. Vyšetřovatelé pátrají v botanické zahradě, kde pod korunou tohoto stromu naleznou další mrtvolu, jíž také chybí horní končetina, tentokrát levá a v kůži má vyříznuté číslice CXIX (119). V momentě, kdy je nalezeno třetí tělo (bezhlavé), je z indicií jisté, že sériový vrah sestavuje ze svých obětí tělo Krista. Všechny oběti měly jména apoštolů, měly 33 let (stejně jako Ježíš v den své smrti) a zemřely týden po sobě v pátek (den smrti Ježíše). Římské číslice symbolizují kapitoly v Bibli. Vrah má ještě tři týdny na zkompletování těla, neboť se blíží Velikonoce (vzkříšení Ježíše Krista). Začíná masivní pátrací akce.
Prudhomma informuje manželka Sara, že k nim přijede na návštěvu její přítelkyně Jenny. John není příliš nadšen, neboť naposledy se Jenny zdržela dva týdny, ale nevymlouvá to své ženě. Jejich manželství je navíc poznamenáno smrtí jejich malého syna, který zemřel před rokem. Dvojici vyšetřovatelů je představen agent FBI Wingate, který je zrovna přítomen doručení vzkazu (faxem) od vraha. Je v něm další vodítko, které Prudhomme záhy rozklíčuje. Třetí mužská oběť jménem Jakub má bratra Jana, jenž vlastní fotografický ateliér. Detektiv si uvědomí, že Jan má být dalším mužem, který je v hledáčku vraha. Se svým parťákem Hollinsworthem přijedou na místo pozdě, Jan je přivázán, má uřízlou nohu a umírá. První pomoc už jej nezachrání. Sériový vrah je však stále na místě (odřízlá noha leží opodál, nestihl ji vzít) a při následné honičce omráčí elektrickým obuškem Hollinswortha. Toho pak obleče do svého oděvu, nasadí mu svou masku a přiváže pistoli ke svázaným rukám. Hollinsworth je pak postřelen policisty do nohy v domnění, že jde o vraha. Zranění je vážné a detektiv o nohu přijde, je mu amputována. Jelikož si vrah nestačil z místa činu odnést nohu Jana, ukradne z nemocnice dolní končetinu Hollinswortha (Andrew, česky Ondřej bylo také jméno jednoho z apoštolů). Poté pošle na pásce Prudhommovi výstrahu za téměř zmařenou akci. Hodlá zabít jeho manželku Saru. Prudhomme jede okamžitě domů, kde nalezne mrtvou Jenny. Jeho žena Sara v momentě útoku vraha nebyla v domě. V televizních zprávách je odvysílán spot s nahrávkou výstrahy. Policii se přihlásí žena, která hlas identifikovala. Jeho majitelem je jistý pan Breslauer, slepec. Vrah je chytrý, zaplatil mu 50 dolarů, aby pro něj namluvil pásek. Je nalezeno další tělo.
Jeden z kolegů upozorní Prudhomma na zprávu z FBI o dva roky staré vraždě z Tennessee, která vykazuje shodné rysy (muž 33 let jménem Filip, stejné jméno jako jeden z apoštolů, torzo bylo dekapitováno). Prudhomme se diví, že se to k němu nedostalo dříve a jede na ústředí FBI za agentem Wingatem. Až tady vyjde najevo, že Wingate je někdo jiný. Muž, který se za něj vydával, je sebevědomý a drzý sériový vrah. Zatím ještě netuší, že byl odhalen a souhlasí s další schůzkou, při níž je zatčen. Na 48 hodin je vzat do vazby a pro tým vyšetřovatelů začíná souboj s časem o dodání důkazů. Pokud se jim to nepodaří, vrah bude propuštěn. Jelikož je totožnost zadrženého neznámá, jeho portrét je odvysílán v relaci vybízející občany ke spolupráci. Identifikace se nezdaří včas, důkazy podporující obvinění policie nemá a tak je muž propuštěn. Je bedlivě sledován, přesto se mu podaří na vlakovém nádraží agentům uprchnout. Když je nakonec identifikován jako Gerald Demus, vraždí dalšího muže a bere si jeho trup.
Detektiv Prudhomme vypátrá místo, kde Demus sestavil z částí těl obětí Kristovo tělo (je to jedna z rezidencí, v níž vraždil). Mimo něj a nahraného videozáznamu nalezne Prudhomme v místnosti plné much roztahovač žeber. Poslední obětí před Velikonocemi má být novorozený chlapec, jehož matka se jmenuje Marie. Jeho srdce má sestaveného Ježíše probudit k životu. Zásah v porodnici dopadne úspěšně, finální scéna se odehraje na střeše, kde zraněný detektiv nejenže zastřelí Demuse(který poté padá dolů v poloze evokující Ježíše na kříži), ale zachrání i dítě, za což se dočká vděku jeho rodičů. Od svého nadřízeného dostane navíc tříměsíční placené volno.

## Citáty
„Obdivuju ten intelekt, ne ty činy. Víš vůbec, jak těžké je dokonat vraždu? Je přes 50 způsobů, jak zvorat zločin. A když vymyslíš dvacet, jak ne, jsi génius. Tenhle chlapík jich zatím zná asi tisíc.“ (detektivové Prudhomme a Hollinsworth rozebírají sériového vraha)

## Kritika
Lexikon des Internationalen Films (Německo): Makabrózní psychothriller, který nedosahuje intenzity předchůdců, ale hledá úspěch v bezostyšně prezentovaných násilných scénách. Postavy zůstávají poměrně ploché, religiózní námět je bez významu. Slabý žánrový příběh bez originality, zato s chabou inscenací.

## Zajímavost
- Domnělý agent FBI Wingate zmíní v rozhovoru s detektivem Prudhommem jména tří skutečných sériových vrahů: Jeffreyho Dahmera, Teda Bundyho a Johna Wayna Gacyho.